# Csőszájfék

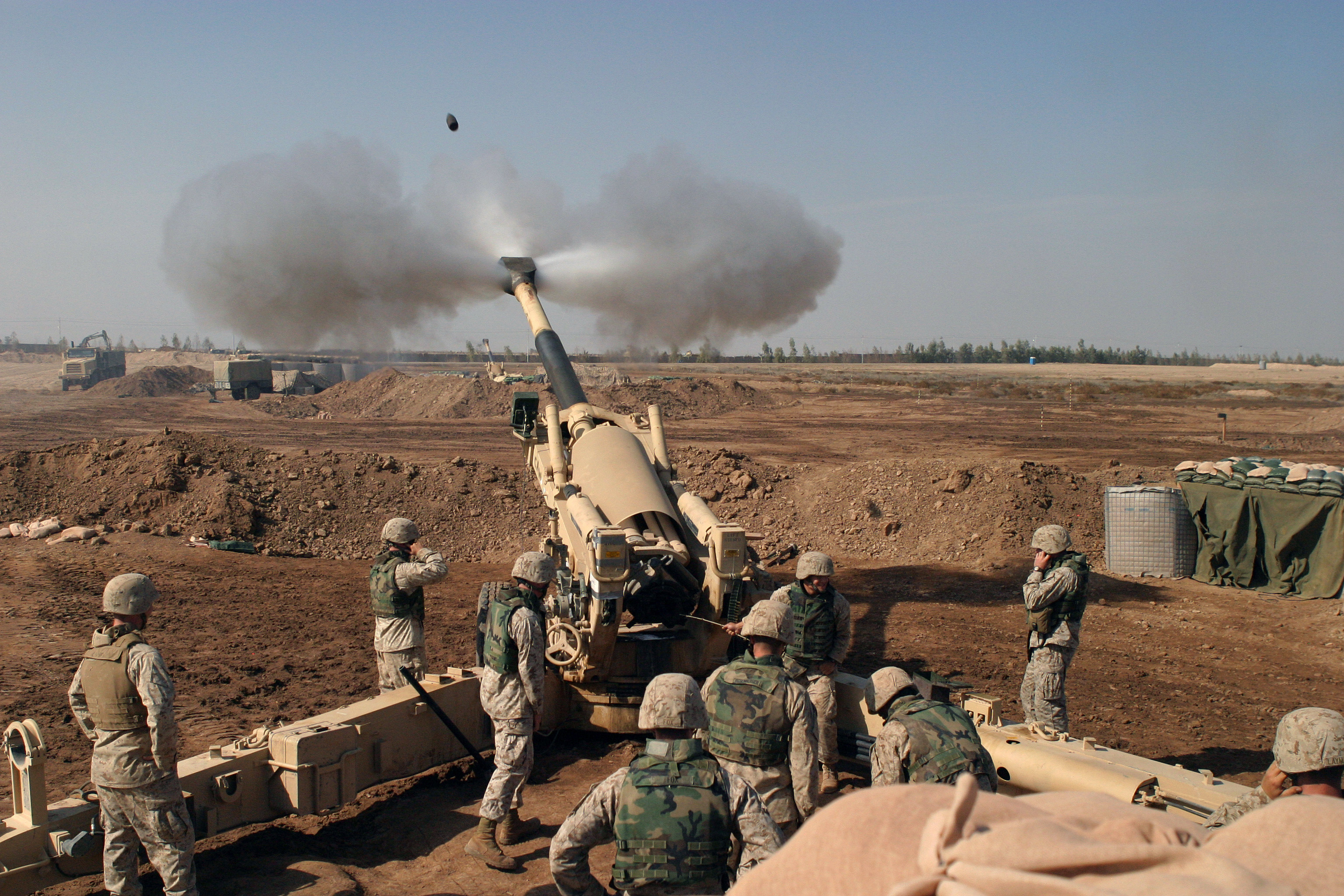
Egy 155 mm-es M198 tarack tüzelés után. Jól megfigyelhető a csőszájfék által oldalra elvezetett lőporgázmennyiség

A csőszájfék a csöves lőfegyverek csőtorkolatánál elhelyezett, a lövés visszahatóerejének csökkentésére szolgáló alkatrész, csőtorkolati szerelvény.

## Működési elv
A lövés folyamán a csőben a magas nyomású – fegyvertípustól függően 1000-4000 bar – lőporgázok mozgatják a csőben a lövedéket a csőtorkolatig. Amikor a lövedék elhagyja a csövet, ezek nagy sebességgel a szabadba áramlanak. A kiáramló gáz egy részének visszafordításával – annak reaktív ereje miatt – jelentősen csökkenthető a lövés visszaható ereje, a fegyver és a lövész fizikai terhelése.

## Kialakítása

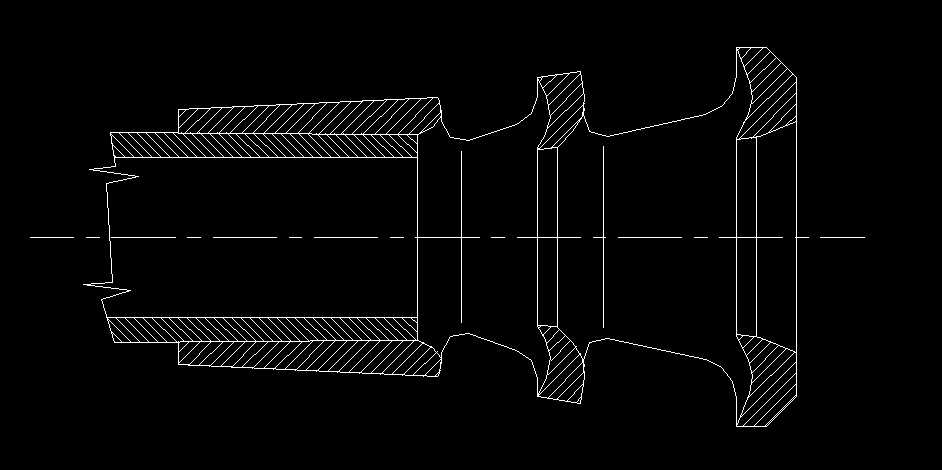
Löveg kétkamrás csőszájféke (vázlat)

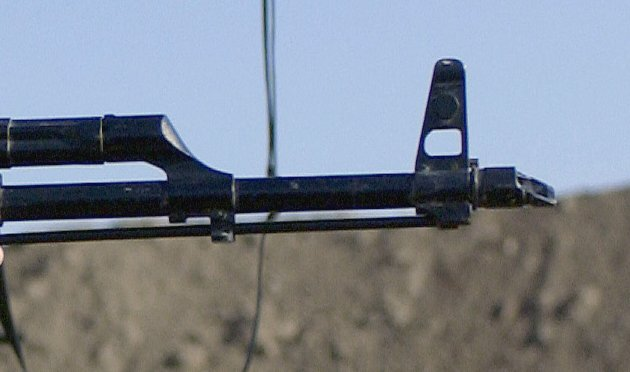
AKM gépkarabély kompenzátora

A csőtorkolathoz szilárdan, általában menettel rögzített hengeres alkatrész, a csővel egytengelyű, hiszen a lövedék is ezen keresztül távozik. Nagyon sok változata van, de a működésben részt vevő elemek közösek.

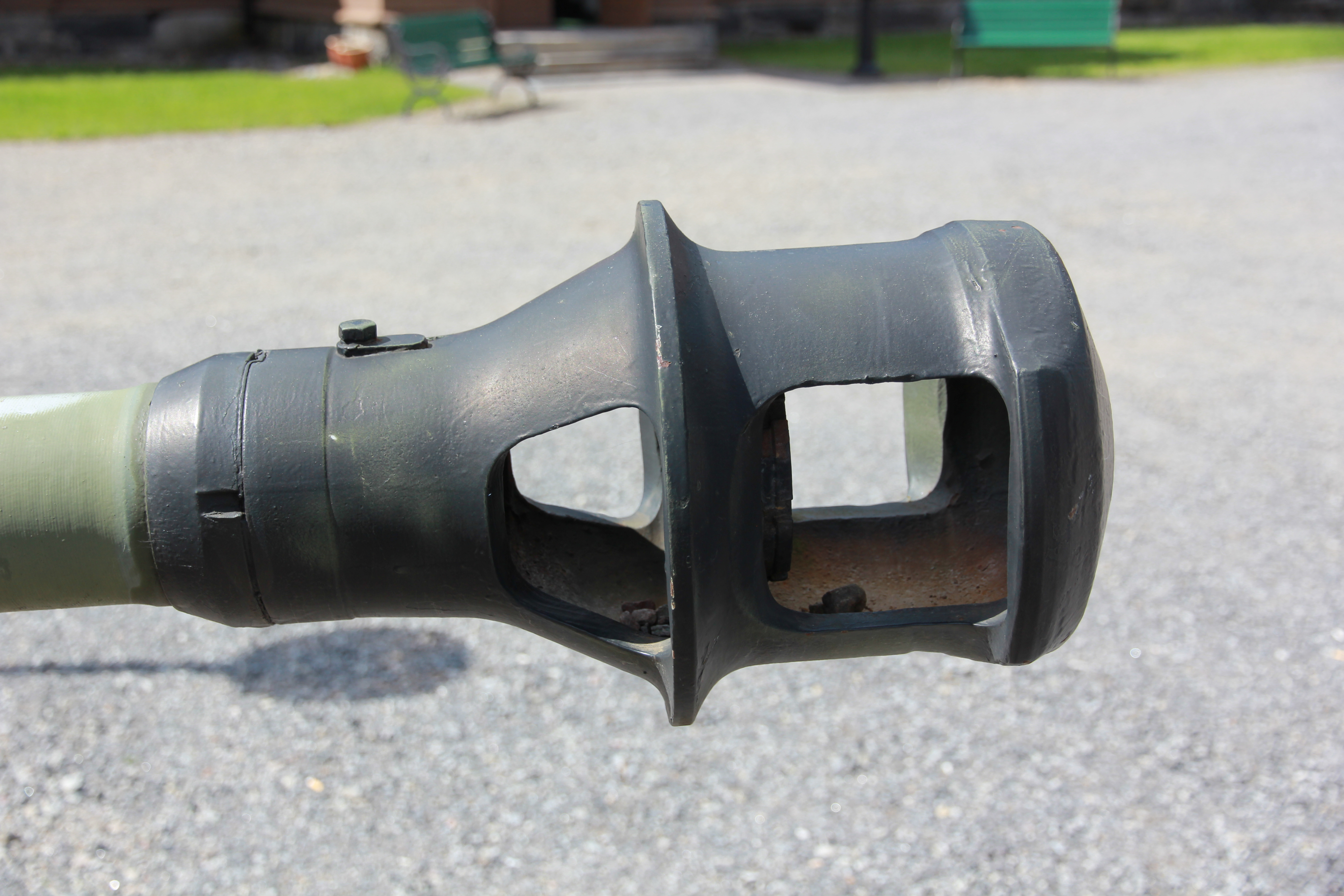
A PaK 40 típusú páncéltörő löveg kétkamrás csőszájféke

A torlóperem a csővel koncentrikus, de annál nagyobb átmérőjű furat, ennek peremének ütköznek a csőből nagy sebességgel  kiáramló és szétterjedő lőporgázok. Ennek során bonyolult turbulens áramlás alakul ki, ami a lőporgázok továbbáramlását jelentősen fékezi, így annak egy része a torlóperem előtt elhelyezkedő fúvókákon – a csőszájfék oldalán kialakított nyílásokon – áramlik ki, hátrafelé irányítva.
Néha – nagy terhelésű fegyverek esetén – nem elég egy torlóperem-fúvókasor pár, hanem egymás mögött kettőt, esetleg hármat is elhelyeznek. Ezeket nevezzük többkamrás csőszájféknek.
Van, hogy nem is alakítanak ki torlóperemet, hanem csak hátrafelé nyilazott réseléssel látják el a torkolat előtti csőrészt, és a még csőben lévő lövedék kényszeríti a gázokat az irányváltoztatásra.

### Különleges kialakítások
A lövés visszaható erejének csökkentésén kívül szükség lehet más dinamikai hatás elérésére is. A Kalasnyikov gépkarabélyoknál a fegyver megtámasztása a cső tengelyvonala alatt van, ez és a fegyver ágyát tartó bal kéz támasztása lövéskor jobbra fölfelé ható reakciónyomatékot eredményez. Ennek kiküszöbölésére használják az aszimmetrikus kivitelű kompenzátort, ami a jobbra fölfelé kiáramló gázok reakcióerejével stabilizálja a csövet.
A kompenzátor nem csőszájfék, ez egy másik fajta csőszerelvény.

## Hatásai a lövésre
A tapasztalatok alapján minden – a csőtorkolatnál elhelyezett – tárgy hatással van a lövedék viselkedésére. Nemcsak a lőporgázok kiáramlása ad bonyolult képet, hanem a lövedék előtti levegőnek is gyorsan el kell távoznia, ami számba vehető ugyan, de a nagyon sok apró tényezőt nem lehet mindig figyelembe venni, ezek eredménye a szóráskép romlása. Nagy erejű fegyvereknél ez a  használhatóságot nem rontja jelentősen, meredek röppályával tüzelő tüzérségi eszközöknél, vagy sorozatlövő fegyvereknél eredményes a használata. Ágyúknál, főként harckocsiágyúknál és mesterlövész- vagy vadászfegyvereken kerülik, mert a lövedék külballisztikai tulajdonságait negatívan befolyásolja.